# Osmi natiu
L'osmi natiu o simplement osmi és un mineral de la classe dels elements natius. El seu nom prové de la paraula grega que significa "olor", a conseqüència de l'olor que es desprèn quan s'escalfa.

## Classificació
L'osmi es troba classificat en el grup 1.AF.05 segons la classificació de Nickel-Strunz (1 per a Elements; A per a Metalls i aliatges intermetàl·lics i F per a Elements del grup del platí; el nombre 05 correspon a la posició del mineral dins del grup). En la classificació de Dana el mineral es troba al grup 1.2.2.1 (1 per a Elements natius i aliatges i 2 per a Metalls del grup del platí i aliatges; 2 i 1 corresponen a la posició del mineral dins del grup).

## Característiques
L'osmi és un mineral de fórmula química (Os,Ir,Ru). Cristal·litza en el sistema hexagonal. La seva duresa a l'escala de Mohs és 6 a 7.

## Formació i jaciments
Es troba en roques ultramàfiques i també en placers, degut a la seva elevada densitat. S'ha descrit en tots els continents.

## Varietats
L'iridosmina és una varietat d'osmi rica en iridi.